# 큰둥근귀박쥐
큰둥근귀박쥐(Tonatia bidens)는 주걱박쥐과(신세계잎코박쥐류)에 속하는 남아메리카 박쥐의 일종이다. 브라질 북동부와 남부 지역과 아르헨티나 북부 지역, 파라과이 그리고 볼리비아에서 발견된다. 먹이는 열매 또는 사냥을 한 작은 조류이다. 새를 잡아 은신처로 옮겨서 먹는다.